# Eberhard Melchior
Eberhard Ruprecht Georg Melchior (* 27. November 1912 in Dresden; † 11. Juli 1956 ebenda) war ein deutscher Mathematiker.

## Leben
Melchior war der Sohn eines Studienrats. Nach dem Abitur in Dresden-Neustadt studierte er ab 1932 Mathematik in Göttingen, an der TH Dresden und der Universität Berlin, an der er 1937 promoviert wurde (Untersuchungen über ein Problem aus der Theorie der Konfigurationen). Während die Dissertation bei Ludwig Bieberbach gelobt wurde (opus valde laudabile), musste er die Doktorprüfung (Rigorosum) wiederholen und kam nur auf ein befriedigend in Mathematik (Korreferent war Erhard Schmidt). In einer 1940 veröffentlichten Arbeit gab er den ersten bekannten Beweis des Satzes von Sylvester-Gallai, ohne dass dies allerdings damals weiteren Kreisen bekannt wurde. Genauer bewies er die projektiv-äquivalente (duale) Formulierung des Satzes unter Verwendung des Eulerschen Polyedersatzes. In diesem Zusammenhang ist auch eine Ungleichung nach ihm benannt.
Insgesamt sind drei Veröffentlichungen von ihm bekannt. Zwei davon wurden in der Zeitschrift Deutsche Mathematik von Ludwig Bieberbach veröffentlicht.